# Tom Stewart

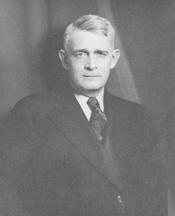
Tom Stewart

Arthur Thomas „Tom“ Stewart (* 11. Januar 1892 in Dunlap, Sequatchie County, Tennessee; † 10. Oktober 1972 in Nashville, Tennessee) war ein US-amerikanischer Jurist und Politiker (Demokratische Partei), der den Bundesstaat Tennessee im US-Senat vertrat.

## Juristische Laufbahn
Tom Stewart besuchte zunächst das Pryor Institute, eine Privatschule in Jasper, und danach das Emory College nahe Atlanta (Georgia). Nach seiner Rückkehr nach Tennessee setzte er seine Ausbildung an der Law School der Cumberland University in Lebanon fort. 1913 wurde er in die Anwaltskammer aufgenommen, woraufhin er in Birmingham (Alabama) als Jurist zu praktizieren begann. 1915 verlegte er seine Kanzlei nach Jasper, 1919 schließlich nach Winchester.
Stewart kandidierte 1923 für das Amt des Bezirksstaatsanwaltes im 18. Gerichtskreis von Tennessee, das er nach erfolgreicher Wahl bis 1939 ausübte. Während dieser Zeit führte er vor dem Kriminalgericht in Dayton die Anklage im Scopes-Prozess, in dem der Lehrer John Thomas Scopes beschuldigt wurde, gesetzeswidrig die Evolutionstheorie an einer öffentlichen Schule gelehrt zu haben. Dabei setzte er den Schwerpunkt seiner Argumentation auf den politischen Aspekt, wonach die Kontrolle über die staatlichen Schulen ausnahmslos beim Parlament von Tennessee lag; dieses hatte zuvor das entsprechende Gesetz erlassen, das als Butler Act bekannt wurde. Scopes wurde zu einer Geldstrafe von 100 Dollar verurteilt; in der Berufung vor dem Obersten Gerichtshof von Tennessee wurde das Urteil wegen Verfahrensfehlern aufgehoben.

## US-Senator
Im Jahr 1938 bewarb Stewart sich um den Sitz des verstorbenen Nathan L. Bachman im Senat der Vereinigten Staaten. Dabei traf er in der Primary der Demokraten, die angesichts der damaligen Schwäche der Republikanischen Partei praktisch die eigentliche Wahl vorwegnahm, auf Gewerkschaftsführer George L. Berry, der von Gouverneur Gordon Browning zu Bachmans kommissarischem Nachfolger ernannt worden war. Stewart entschied die Vorwahl für sich und gewann die offizielle Nachwahl am 2. November 1938 mit 75,9 Prozent der Stimmen deutlich gegen den Republikaner Dwayne D. Maddox (19,4 Prozent). Zwar hätte er den Senatssitz sofort einnehmen können; er entschied sich aber, das Ende seiner Amtszeit als Staatsanwalt abzuwarten, und zog somit erst am 16. Januar 1939 in den Kongress ein.
Als Senator gehörte Stewart zum damaligen konservativen Südstaaten-Flügel der demokratischen Fraktion. Von Zeitgenossen wurde er als Verbündeter von Edward Crump angesehen, dem lange Zeit führenden Kopf seiner Partei in Tennessee. Er wurde 1942 wiedergewählt; im selben Jahr begann die Internierung japanischstämmiger Amerikaner, woraufhin Stewart im Senat einen Gesetzesentwurf einbrachte, wonach diesen auch die amerikanische Staatsbürgerschaft aberkannt werden sollte. 1948 verlor er die demokratische Vorwahl gegen den eher progressiv orientierten Estes Kefauver, woraufhin er am 3. Januar 1949 aus dem Senat ausschied. In der Folge war Stewart wieder als Anwalt tätig. Er verstarb am 10. Oktober 1972 in Nashville und wurde in Winchester beigesetzt.